# Bernard Anthony Harris
Bernard Anthony Harris (*26. června 1956 v Temple, stát Texas, USA) je lékař a americký kosmonaut. Ve vesmíru byl dvakrát.

## Život

### Studium a zaměstnání
Absolvoval střední školu Sam Houston High School v městě San Antonio (1974) a pak pokračoval ve studiu biologie na University of Texas. Po ukončení studia v roce 1978 pokračoval ve vysokoškolském studiu na Texas Tech. School. Studium lékařství zde ukončil v roce 1982.
Působil pak v NASA jako lékař výzkumník. V letech 1990 až 1996 byl členem jednotky kosmonautů v NASA. Po ukončení kariéry kosmonauta pro NASA pracoval dál a také učil na texaské univerzitě.
Oženil se s Sandrou, rozenou Lewisovou.

### Lety do vesmíru
Na oběžnou dráhu se v raketoplánech dostal dvakrát a strávil ve vesmíru 18 dní, 6 hodin a 8 minut. Absolvoval i jeden výstup do volného vesmíru (EVA) v délce 4,39 hodin. Byl 290 člověkem ve vesmíru.
- STS-55 Columbia (26. duben 1993 – 6. květen 1993), letový specialista
- STS-63 Discovery (3. února 1995 – 11. února 1995), letový specialista